# Rising Auto R7
Rising Auto R7 — среднеразмерный электромобиль-кроссовер, выпускаемый компанией SAIC Motor под брендом Rising Auto с 2022 года.

## Описание
Первоначально Rising Auto R7 был представлен в 2021 году на автосалоне в Шанхае в виде концепт-кара ES33. Автомобиль оснащается электродвигателем мощностью 544 л. с. и крутящим моментом 700 Н⋅м со сменным аккумулятором. Существует также заднеприводный автомобиль с двигателем мощностью 340 л. с. Запас хода составляет 600 км.
В салоне автомобиля установлена 43-дюймовая центральная консоль с 15,05-дюймовой диагональю. Также автомобиль оснащается системой AR-HUD от Huawei с 70-дюймовым дисплеем и 33 датчиками, включая лидар от Luminar Technologies на базе Tegra, который следит за дистанцией менее 500 метров.

## Галерея

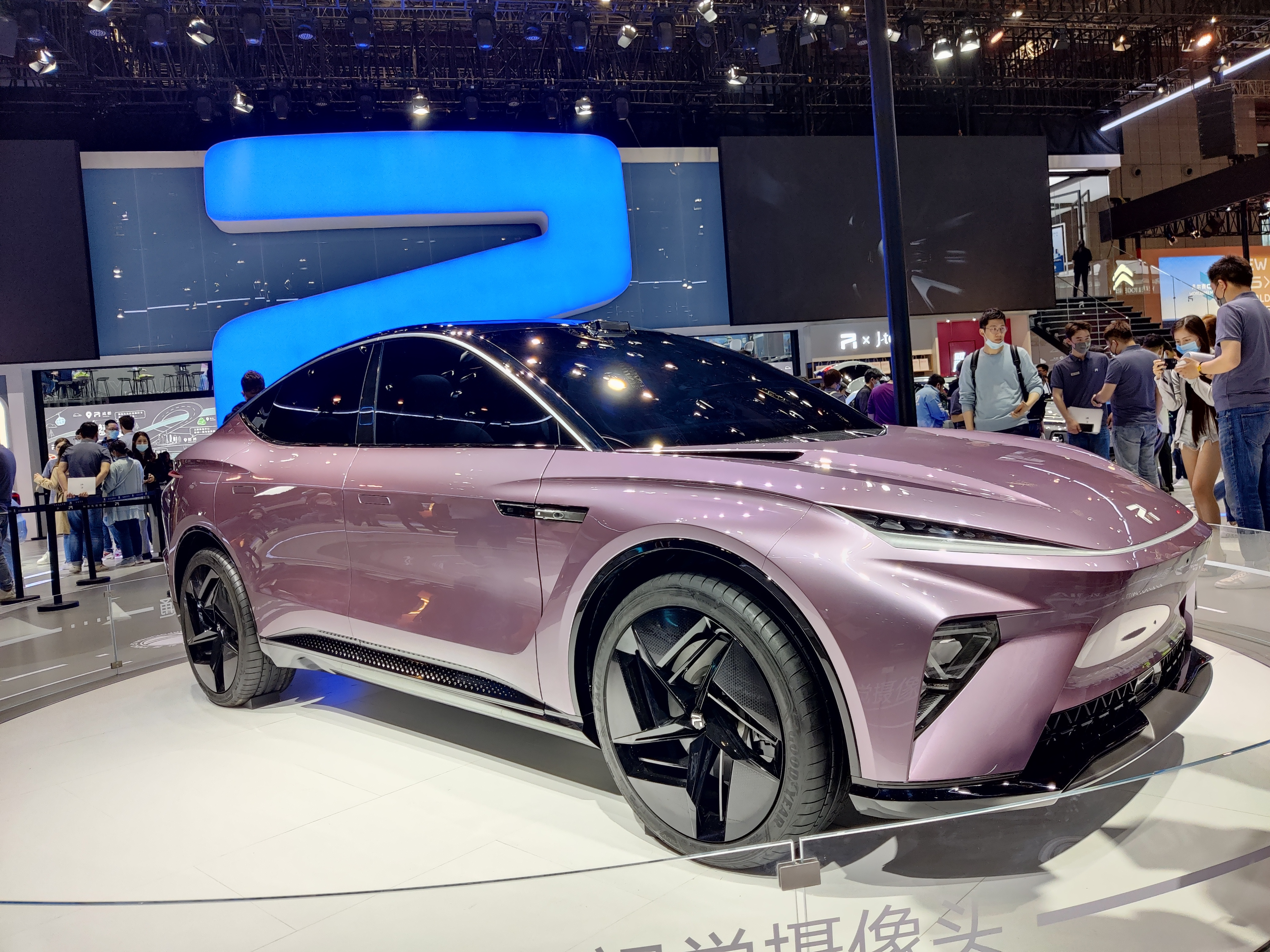
Feifan ES33
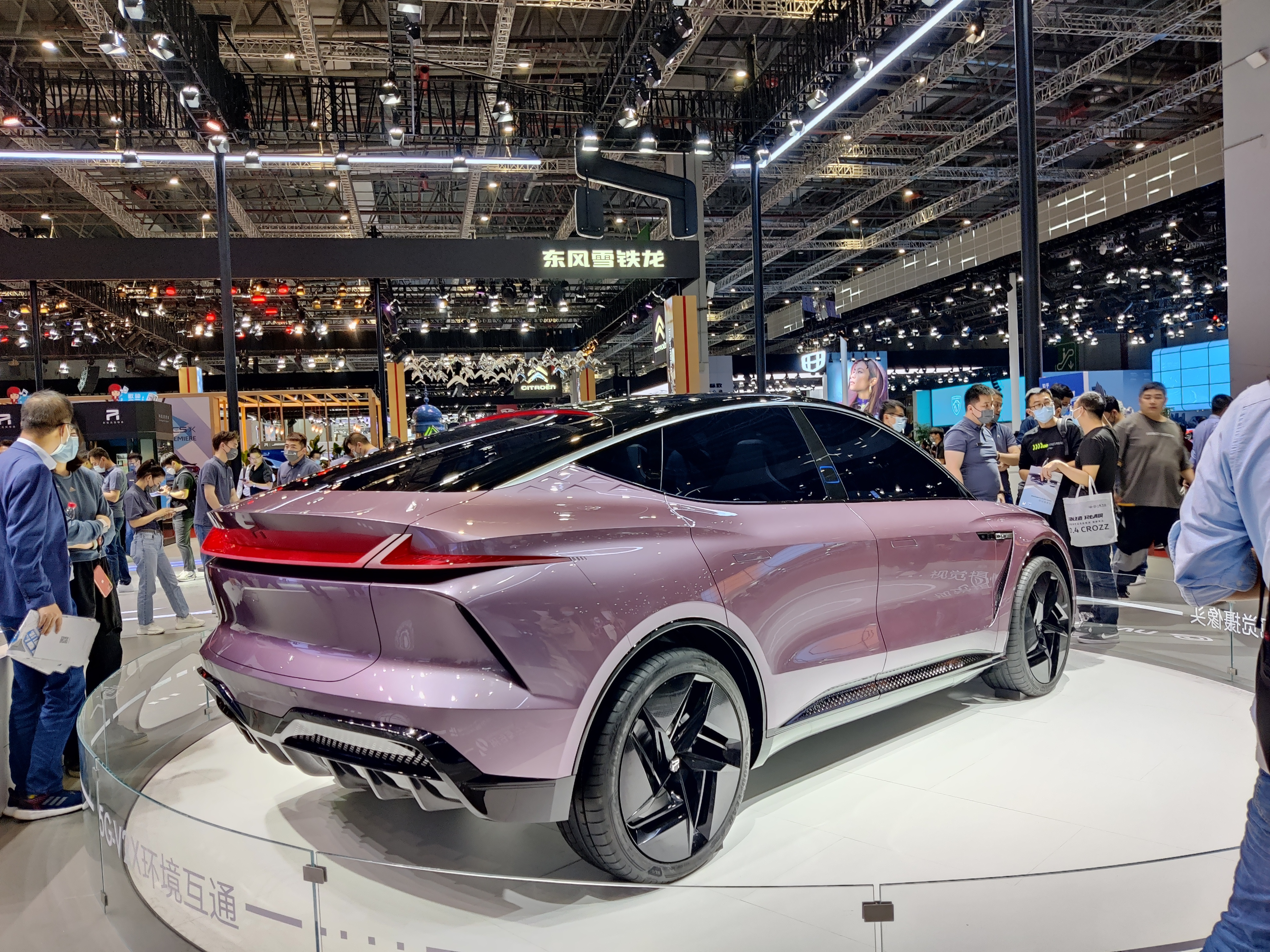
Feifan ES33
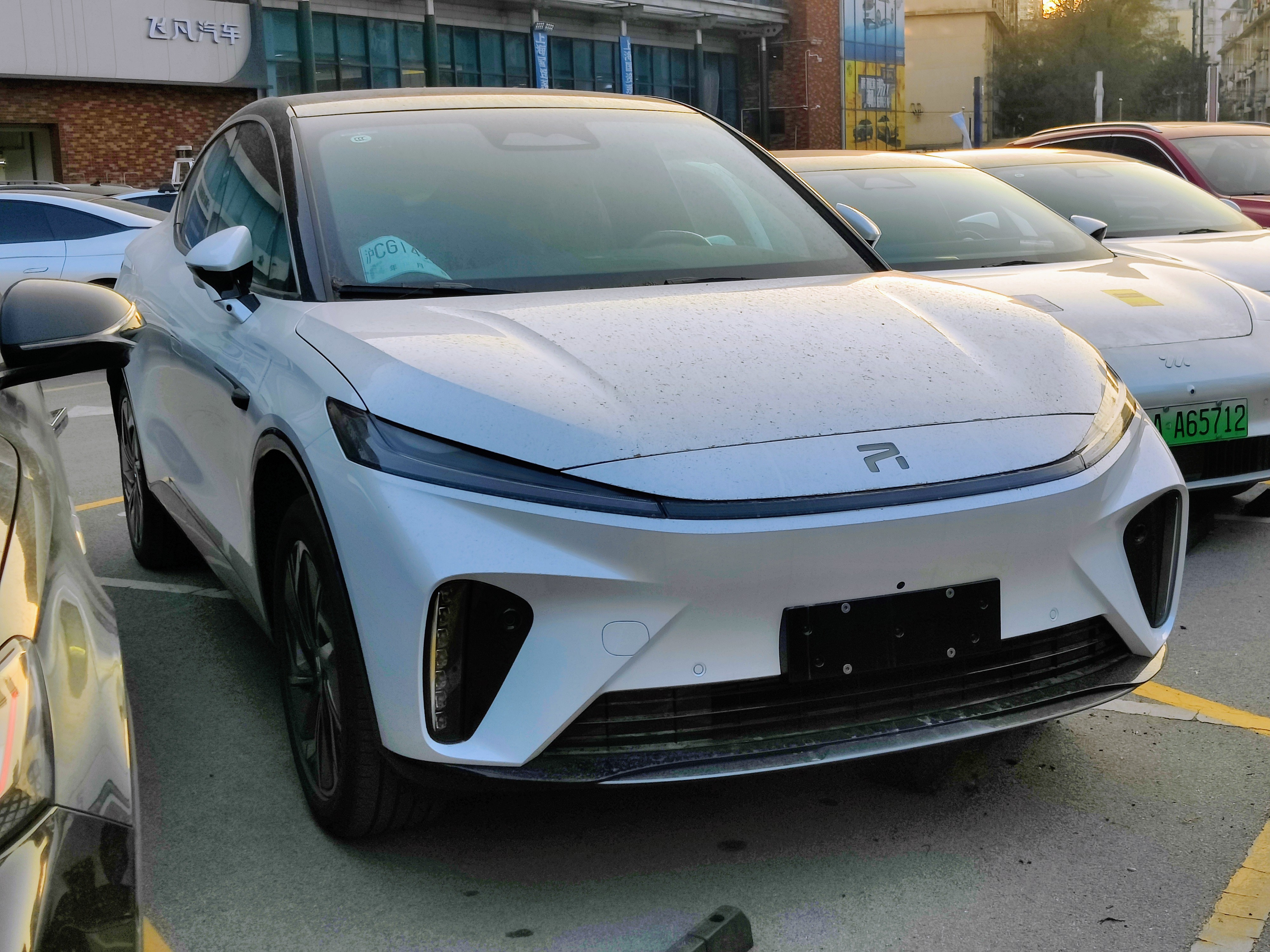
Rising Auto R7
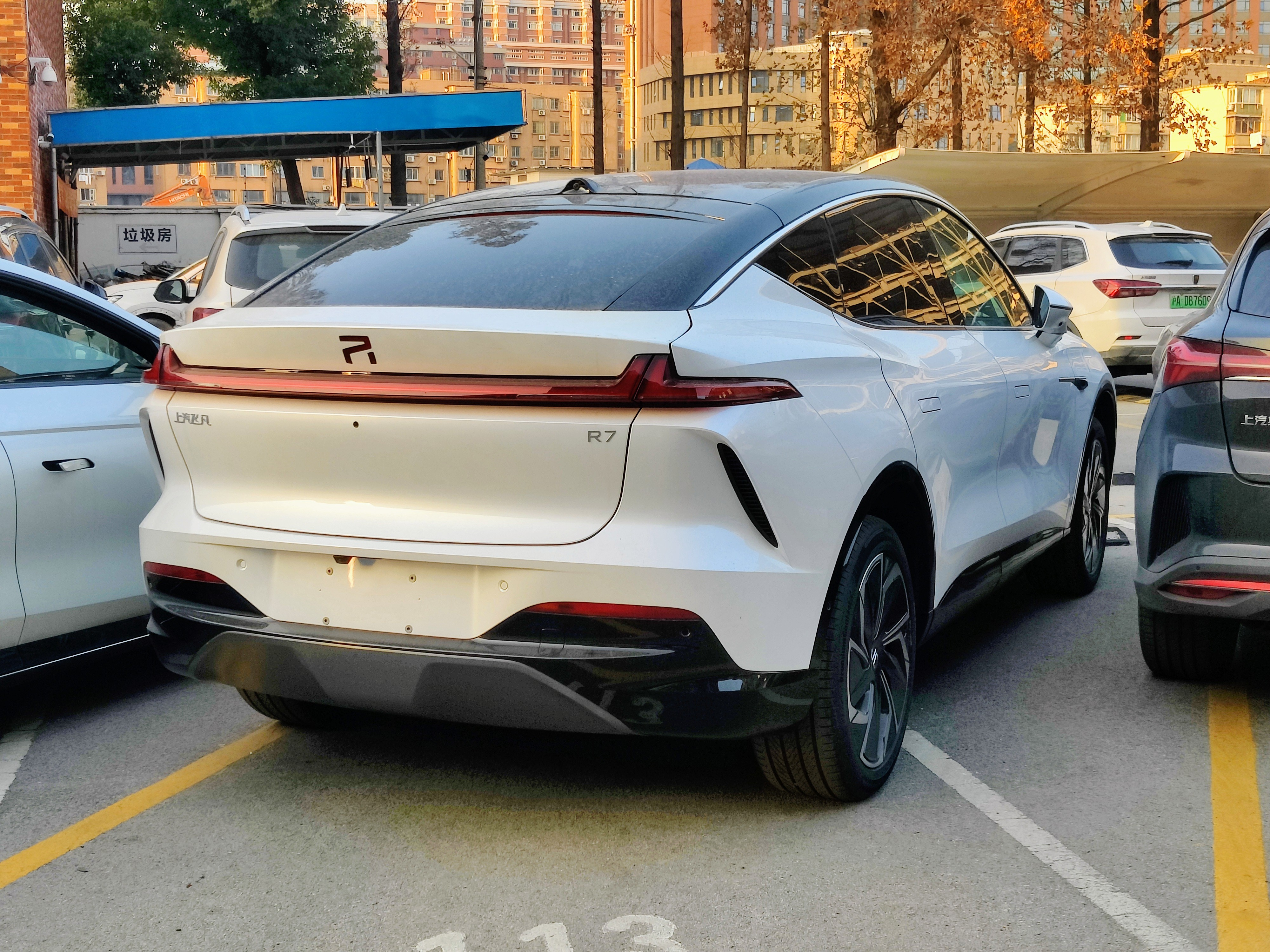
Rising Auto R7